# Andreas Katsulas

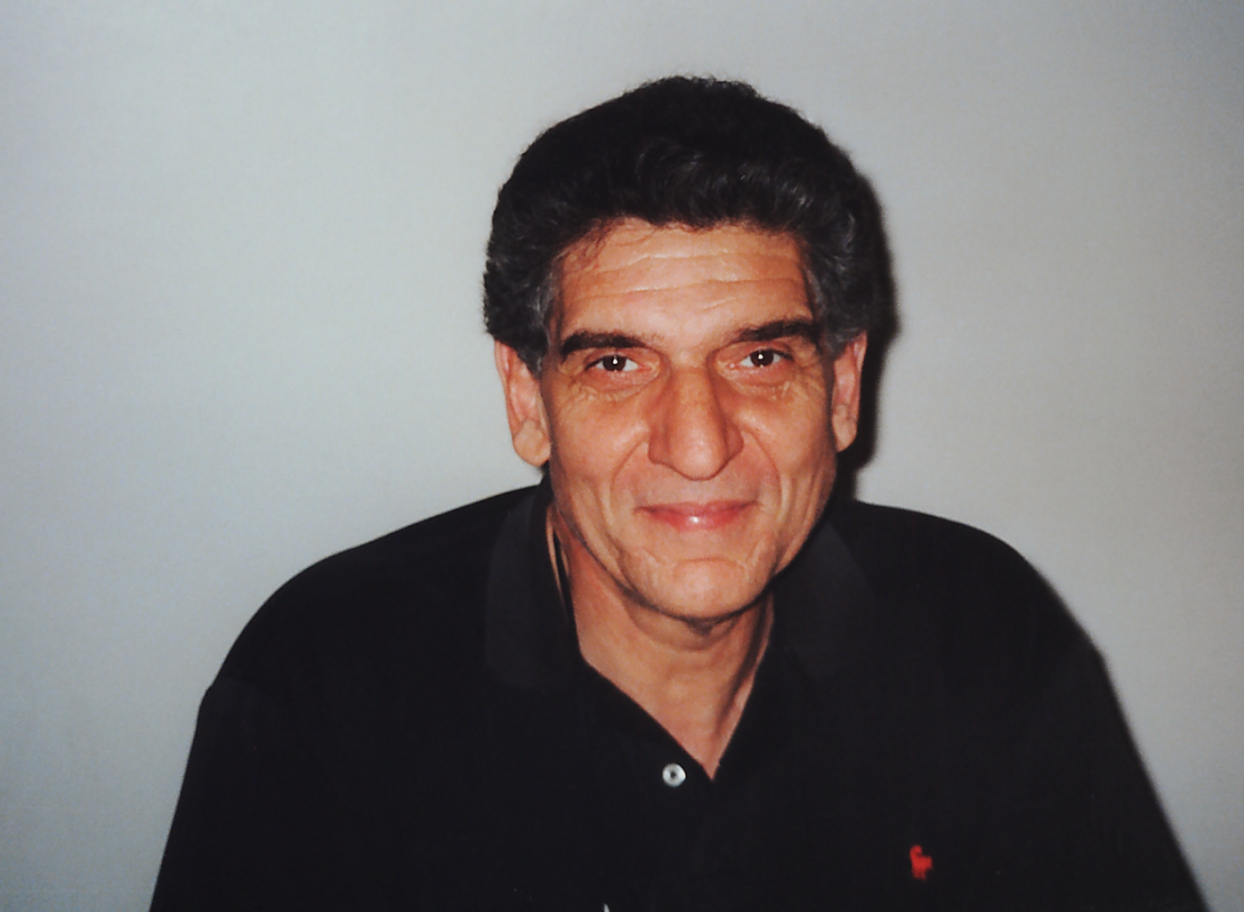
Andreas Katsulas in 2000

Andreas Katsulas (18 mei 1946 - 13 februari 2006) was een Amerikaanse acteur bekend om zijn rollen als ambassadeur G'Kar in de sciencefictionserie Babylon 5, als de eenarmige schurk Sykes in de film The Fugitive (1993) en als de Romulan Commander Tomalak in Star Trek: The Next Generation.
Hij speelde ook Vissian Captain Drennik in de Star Trek: Enterprise-aflevering "Cogenitor".

## Filmografie

### Films
- I avgi tou thriamvou (1960)
- O ippolytos kai to violi tou (1963)
- O-key (1974)
- Série noire (1979)
- Ragtime (1981)
- Nothing Lasts Forever (1984)
- Someone to Watch Over Me (1987)
- Next of kin (1989)
- True identity (1991)
- The Fugitive (1993)
- Executive Decision (1996)
- Mafia! (1998)
- A piece of Eden (2000)

### Televisie
- Mesure pour mesure (1979)
- Guiding light (1982)
- Max Headroom (1987-1988)
- The Equalizer (1988)
- Crime Story (1988)
- Alien Nation (1989)
- Star Trek: The Next Generation (1989-1994)
- Jake and the Fatman (1990)
- Capital News (1990)
- Diagnosis Murder (1994)
- Babylon 5 (1994-1998)
- Babylon 5: In the Beginning (1998)
- Star Trek: Enterprise (2003)

### Computerspellen
- Primal (2003) als stemacteur
- Tom Clancy's Splinter Cell: Double Agent (2006) als stemacteur